# نووسواستوپولسکویه
نووسواستوپولسکویه (به لاتین: Novosevastopolskoye) یک منطقهٔ مسکونی در روسیه است که در شهرستان کراسنوگواردیسکی، آدیغیه واقع شده‌است.